# Podział administracyjny województwa lubuskiego
Strona ta przedstawia podział administracyjny województwa lubuskiego

## Powiaty
Jednostkami administracyjnymi są gminy (miejskie, miejsko-wiejskie lub wiejskie). Miasta mogą stanowić gminy miejskie lub wchodzić w skład gmin miejsko-wiejskich.
- Miasto na prawach powiatu
  - miasta (gminy miejskie): Gorzów Wielkopolski i Zielona Góra
  - Gorzów Wielkopolski jest siedzibą wojewody, a Zielona Góra siedzibą sejmiku wojewódzkiego
- gorzowski ⇒ Gorzów Wielkopolski
  - miasta: Kostrzyn nad Odrą i Witnica
  - gmina miejska: Kostrzyn nad Odrą
  - gmina miejsko-wiejska: Witnica
  - gminy wiejskie: Bogdaniec, Deszczno, Kłodawa, Lubiszyn i Santok
- krośnieński ⇒ Krosno Odrzańskie
  - miasta: Gubin i Krosno Odrzańskie
  - gmina miejska: Gubin
  - gmina miejsko-wiejska: Krosno Odrzańskie
  - gminy wiejskie: Bobrowice, Bytnica, Dąbie, Gubin i Maszewo
- międzyrzecki ⇒ Międzyrzecz
  - miasta: Międzyrzecz, Skwierzyna i Trzciel
  - gminy miejsko-wiejskie: Międzyrzecz, Skwierzyna i Trzciel
  - gminy wiejskie: Bledzew, Przytoczna i Pszczew
- nowosolski ⇒ Nowa Sól
  - miasta: Bytom Odrzański, Kożuchów, Nowa Sól, Nowe Miasteczko i Otyń
  - gmina miejska: Nowa Sól
  - gminy miejsko-wiejskie: Bytom Odrzański, Kożuchów, Nowe Miasteczko i Otyń
  - gminy wiejskie: Kolsko, Nowa Sól i Siedlisko
- słubicki ⇒ Słubice
  - miasta: Cybinka, Ośno Lubuskie, Rzepin i Słubice
  - gminy miejsko-wiejskie: Cybinka, Ośno Lubuskie, Rzepin i Słubice
  - gmina wiejska: Górzyca
- strzelecko-drezdenecki ⇒ Strzelce Krajeńskie
  - miasta: Dobiegniew, Drezdenko i Strzelce Krajeńskie
  - gminy miejsko-wiejskie: Dobiegniew, Drezdenko i Strzelce Krajeńskie
  - gminy wiejskie: Stare Kurowo i Zwierzyn
- sulęciński ⇒ Sulęcin
  - miasta: Lubniewice, Sulęcin i Torzym
  - gminy miejsko-wiejskie: Lubniewice, Sulęcin i Torzym
  - gminy wiejskie: Krzeszyce i Słońsk
- świebodziński ⇒ Świebodzin
  - miasta: Świebodzin i Zbąszynek
  - gminy miejsko-wiejskie: Świebodzin i Zbąszynek
  - gminy wiejskie: Lubrza, Łagów, Skąpe i Szczaniec
- wschowski ⇒ Wschowa
  - miasta: Sława, Szlichtyngowa i Wschowa
  - gminy miejsko-wiejskie: Sława, Szlichtyngowa i Wschowa
- zielonogórski ⇒ Zielona Góra
  - miasta: Babimost, Czerwieńsk, Kargowa, Nowogród Bobrzański i Sulechów
  - gminy miejsko-wiejskie: Babimost, Czerwieńsk, Kargowa, Nowogród Bobrzański i Sulechów
  - gminy wiejskie: Bojadła, Świdnica, Trzebiechów i Zabór
- żagański ⇒ Żagań
  - miasta: Gozdnica, Iłowa, Małomice, Szprotawa i Żagań
  - gminy miejskie: Gozdnica i Żagań
  - gminy miejsko-wiejskie: Iłowa, Małomice i Szprotawa
  - gminy wiejskie: Brzeźnica, Niegosławice, Wymiarki i Żagań
- żarski ⇒ Żary
  - miasta: Brody, Jasień, Lubsko, Łęknica i Żary
  - gminy miejskie: Łęknica i Żary
  - gminy miejsko-wiejskie: Brody, Jasień i Lubsko
  - gminy wiejskie: Lipinki Łużyckie, Przewóz, Trzebiel, Tuplice i Żary

## Zmiany od 1 stycznia 1999 r.
- prawa miejskie
  - (1 I 2018): Otyń (powiat nowosolski)
  - (1 I 2024): Brody (powiat żarski)
- nowe powiaty
  - (1 I 2002): wschowski (s. Wschowa) z gmin pow. nowosolskiego
- zlikwidowane gminy
  - (1 I 2015): gm. Zielona Góra weszła w skład miasta na  prawach powiatu Zielona Góra
- zmiany granic, legenda (województwa/powiaty/miasta/gminy po lewej zyskały część terytorium, województwa/powiaty/miasta/gminy po prawej straciły część terytorium)
  - granice województw
    - (1 I 2003): pow. gorzowski (m. Kostrzyn)1 <> zachodniopomorskie, pow. myśliborski (gm. Boleszkowice)
    - (1 I 2013): pow. zielonogórski (gm. Kargowa) <> wielkopolskie, pow. wolsztyński (gm. Siedlec)
    - (1 I 2016): pow. żagański (m. Gozdnica) <> dolnośląskie, pow. zgorzelecki (gm. Węgliniec), część wsi Ruszów

  - granice powiatów
    - (1 I 2002): pow. gr. Gorzów Wielkopolski (m. Gorzów Wielkopolski) <> pow. gorzowski (gm. Kłodawa)
    - (1 I 2007): pow. sulęciński (gm. Torzym) <> pow. świebodziński (gm. Łagów)
    - (1 I 2024): pow. żagański (gm. Szprotawa) <> pow. nowosolski (m. Nowe Miasteczko)
    - (1 I 2024): pow. gr. Zielona Góra (gm. Zielona Góra) <> pow. nowosolski (gm. Otyń)
    - (1 I 2024): pow. gr. Zielona Góra (gm. Zielona Góra) <> pow. zielonogórski (gm. Czerwieńsk)2
    - (1 I 2024): pow. zielonogórski (gm. Czerwieńsk) <> pow. gr. Zielona Góra (gm. Zielona Góra)2

  - granice miast i gmin
    - (1 I 2001): (pow. słubicki) m. Ośno Lubuskie <> gm. Ośno Lubuskie
    - (1 I 2002): (pow. strzelecko-drezdenecki) m. Drezdenko <> gm. Drezdenko
    - (1 I 2004): (pow. międzyrzecki) m. Międzyrzecz <> gm. Międzyrzecz
    - (1 I 2006): (pow. zielonogórski) m. Kargowa <> gm. Kargowa
    - (1 I 2008): (pow. żarski) m. Jasień <> gm. Jasień
    - (1 I 2009): (pow. strzelecko-drezdenecki) gm. Zwierzyn <> gm. Strzelce Krajeńskie2
    - (1 I 2009): (pow. strzelecko-drezdenecki) gm. Strzelce Krajeńskie <> gm. Zwierzyn2
    - (1 I 2011): (pow. świebodziński) m. Świebodzin <> gm. Świebodzin
    - (1 I 2013): (pow. strzelecko-drezdenecki) m. Strzelce Krajeńskie <> gm. Strzelce Krajeńskie
    - (1 I 2024): (pow. międzyrzecki) m. Międzyrzecz <> gm. Międzyrzecz
    - (1 I 2025): (pow. żarski) m. Lubsko <> gm. Lubsko
- nazwy miast i gmin
  - (1 I 2004): (pow. gorzowski) m. Kostrzyn > m. Kostrzyn nad Odrą
- uwagi
  - 1 obecnie pod nazwą Kostrzyn nad Odrą
  - 2 gminy wymieniły między sobą fragmenty obszarów